# Conus induratus
Conus induratus é uma espécie de gastrópode do gênero Conus, pertencente à família Conidae.